# Midnight-Plateau
Das Midnight-Plateau ist eine markante, über 2200 m hoch gelegene und vereiste Hochebene im ostantarktischen Viktorialand. Es ist die zentrale Formation der Darwin Mountains im Transantarktischen Gebirge.
Teilnehmer der von 1962 bis 1963 dauernden Kampagne im Rahmen der neuseeländischen Victoria University’s Antarctic Expeditions entdeckten und benannten das Plateau. Namensgebend ist der Umstand, dass die Expeditionsteilnehmer das Plateau am 27. Dezember 1962 um Mitternacht (englisch midnight) erreichten.

## Weblinks

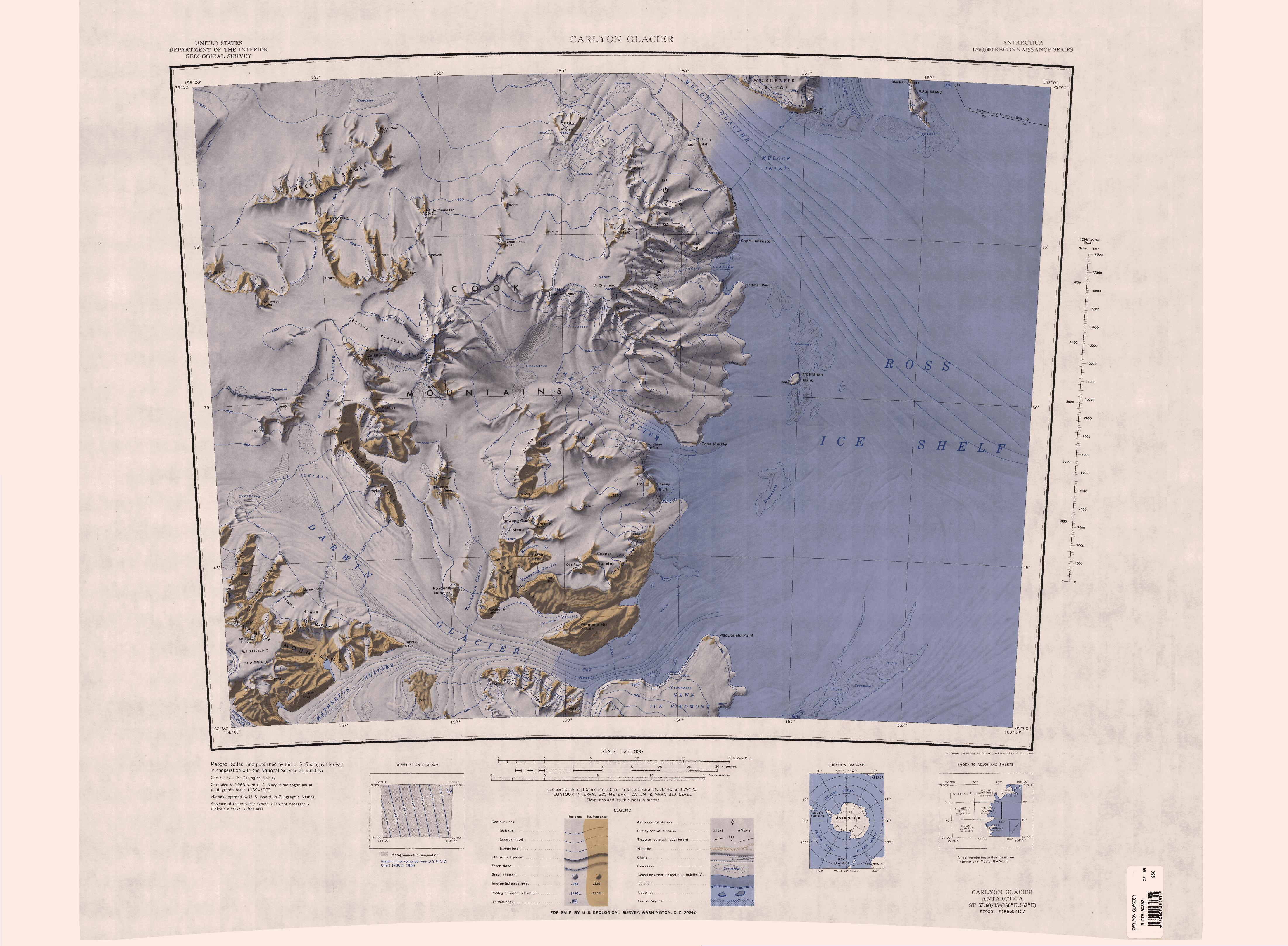
Midnight-Plateau (unten links)